# Władysław Piwowarski
Władysław Piwowarski (ur. 1 stycznia 1929 w Mokrzyskach (Mokrzycach) koło Brzeska, zm. 4 sierpnia 2001 w Lublinie) – polski ksiądz katolicki, socjolog religii, znawca katolickiej nauki społecznej, nauczyciel akademicki związany z Katolickim Uniwersytetem Lubelskim. Był dziekanem Wydziału Teologii (1971/72) i Wydziału Filozofii Chrześcijańskiej (1973/74), a czterokrotnie kierownikiem sekcji i instytutu na Wydziale Filozofii Chrześcijańskiej, Wydziale Nauk Społecznych i Wydziale Teologii; dwukrotnie był kierownikiem Instytutu Teologii Pastoralnej i Sekcji Społecznej; od 1970 roku kierował Katedrą Socjologii Religii KUL.

## Życiorys
Urodził się 1 stycznia 1929 w Mokrzyskach (Mokrzycach) koło Brzeska. W latach 1949–1953 studiował w Instytucie Teologicznym w Tarnowie, zaś magisterium uzyskał w Sekcji Filozofii Praktycznej Wydziału Filozofii KUL w 1956. W 1958, po dwuletnich studiach w Warmińskim Seminarium Duchownym „Hosianum” w Olsztynie, przyjął święcenia kapłańskie z rąk bp. Tomasza Wilczyńskiego. Po święceniach pracował jako wikariusz w Giżycku i pełnił posługę jako zastępca proboszcza w parafiach Trumiejki, Nowa Wioska, Łukta. W 1961 obronił na KUL (w Sekcji Praktycznej Wydziału Filozofii Chrześcijańskiej) doktorat z filozofii chrześcijańskiej w zakresie filozofii praktycznej i został zatrudniony w Katolickim Uniwersytecie Lubelskim w Sekcji Teologii Pastoralnej. Habilitował się w 1967, sześć lat później (1973-1974) uzyskał tytuł profesora nadzwyczajnego, w 1982 został profesorem zwyczajnym.
Był wybitnym i zasłużonym socjologiem religii, znawcą katolickiej nauki społecznej, autorem podręczników, wieloletnim kierownikiem Katedry Socjologii Religii na Wydziale Nauk Społecznych KUL. Jego zainteresowania naukowe skupiały się wokół socjologii religii i katolickiej nauki społecznej. Wśród jego publikacji znalazły się dzieła o charakterze podręcznikowym i encyklopedycznym: „Słownik katolickiej nauki społecznej”, „ABC katolickiej nauki społecznej”, „Socjologia religii”. Ks. Piwowarski jest również autorem następujących opracowań i analiz: „Religijność katolików południowej Warmii”, „Praktyki religijne w diecezji warmińskiej”, „Religijność wiejska w warunkach urbanizacji”, „Religijność miejsca w rejonie uprzemysłowionym”, „Religijność ludowa – ciągłość i zmiana”. Z pasją starał się poznać i opisać prawdę o religijności Polaków. Jego diagnozy nieraz prowokowały kontrowersje. Pisał odważnie i kontrowersyjnie o stanie świadomości polskich katolików. Jego dorobek dydaktyczny i naukowy został zgromadzony w dziele „Kościół w służbie człowieka” (Olsztyn 1990).
Prowadził dział „Nauki i organizacje społeczne” w redakcji Encyklopedii Katolickiej. Należał do towarzystw naukowych w kraju i za granicą (m.in. do Polskiego Towarzystwa Socjologicznego, Towarzystwa Naukowego KUL, Lubelskiego Towarzystwa Naukowego oraz Görres Gesellschaft). Był członkiem trzech komisji Episkopatu Polski.
Pod jego kierunkiem stopień naukowy doktora uzyskał m.in. Kazimierz Święs (1994) i Wiesław Łużyński (1999).
Był kanonikiem honorowym Warmińskiej Kapituły Metropolitalnej, laureatem odznaczenia Centrum Polsko-Słowiańskiego w Nowym Jorku i beneficjentem wielu nagród – między innymi im. Włodzimierza Pietrzaka, Krzyża Komandorskiego Orderu Odrodzenia Polski (2000) i nagrody Instytutu Macieja Rataja.
Zmarł 4 sierpnia 2001.

## Wybrane publikacje
- Praktyki religijne w diecezji warmińskiej. Studium socjograficzne. Warszawa: Akademia Teologii Katolickiej, 1969. Brak numerów stron w książce
- Religijność wiejska w warunkach urbanizacji. Studium socjologiczne. Warszawa: Biblioteka „Więzi”, 1971. Brak numerów stron w książce
- Religijność miejska w rejonie uprzemysłowionym. Studium socjologiczne. Warszawa: Biblioteka „Więzi”, 1977. Brak numerów stron w książce
- Religijność ludowa. Ciągłość i zmiana. Wrocław: Wydawnictwo Wrocławskiej Księgarni Archidiecezjalnej, 1983. Brak numerów stron w książce (redakcja)
- Dziecko. Warszawa-Poznań: Pallottinum, 1984. Brak numerów stron w książce (redakcja wspólnie z Witoldem Zdaniewiczem)
- Z badań nad religijnością polską. Studia i materiały. Poznań-Warszawa: Pallottinum, 1986. Brak numerów stron w książce (redakcja wspólnie z Witoldem Zdaniewiczem)
- Rytuał religijny w Polsce. Warszawa-Poznań: Pallottinum, 1988. Brak numerów stron w książce (redakcja wspólnie z Witoldem Zdaniewiczem)
- Religijność polska w świetle badań socjologicznych. Warszawa: Pallottinum, 1990. Brak numerów stron w książce(redakcja wspólnie z Witoldem Zdaniewiczem)
- Przemiany religijności społeczeństwa polskiego w świetle badań lubelskiego środowiska naukowego. Warszawa: 1993. Brak numerów stron w książce(redakcja wspólnie z Józefem Stykiem)
- Słownik katolickiej nauki społecznej. Warszawa: Instytut Wydawniczy PAX, 1993. Brak numerów stron w książce (redakcja; tłumaczenie na słowacki w 1996)
- ABC katolickiej nauki społecznej. Cz. 1, Wprowadzenie, podstawy, kierunki. Pelplin: Wydawnictwo Diecezjalne, 1993. Brak numerów stron w książce
- Socjologia religii. Lublin: RW KUL, 1996. Brak numerów stron w książce
- Socjologia religii. Wybór tekstów. Kraków: Nomos, 1998. Brak numerów stron w książce (wybór i wprowadzenie)